# معاملة المثليين في كوستاريكا
تطورت حقوق المثليين والمثليات ومزدوجي التوجه الجنسي والمتحولين جنسياً (اختصاراً: LGBT) في كوستاريكا بشكل كبير في العقود الماضية. أصبحت العلاقات المثلية قانونية منذ عام 1971. منذ عام 2013، يمكن للمنازل التي يعيش فيها الشركاء المثليون الحصول على بعض فوائد الشراكة المنزلية. في يناير 2018، حكمت محكمة الدول الأمريكية لحقوق الإنسان لصالح زواج المثليين وتبني المثليين للأطفال والاعتراف بالهوية الجندرية للأشخاص المتحولين جنسياً على بطاقات الهوية. أعلنت الحكومة أنها ستطبق الأحكام في الأشهر التالية.
في أغسطس 2018، قضت المحكمة العليا في كوستاريكا بعدم دستورية حظر زواج المثليين في البلاد، ومنحت الجمعية التشريعية 18 شهرًا لإصلاح القانون وفقًا لذلك، وإلا فسيتم إلغاء الحظر تلقائيًا. سيكون زواج المثليين قانونيا بحلول 26 مايو 2020 على أبعد تقدير.

## قانونية النشاط الجنسي المثلي
أصبحت المثلية الجنسية لأول مرة تصنف على أنها خطيئة خطيرة وجريمة خلال الحكم الإسباني. بعد الحصول على الاستقلال، ظلت جريمة حتى رئاسة الرئيس الليبيرالي توماس غارديا. في حين تم إلغاء تجريمها خلال هذه الحقبة كجزء من إصلاح أوسع للنظام القانوني، إلا أنه بقي ينظر إلى المثلية الجنسية على نطاق واسع على أنها «خطيئة سيئة السمعة».
في عام 1971، تم تحديد سن الرضا كما كان قانونًا جديدًا يحظر «السدومية الفاضحة» (يُفترض أنه العلني، ولا توجد إدانات معروفة في السجل) ولكنه يحتفظ على خلاف ذلك بالوضع القانوني للتشاط الجنسي المثلي الخاص بين البالغين المتوافقين. ألغيت المادة 382 في قانون العقوبات التي ذكرت «السدومية الفاضحة» في عام 2002، إلى جانب العديد من القوانين الأخرى.

### اعتذار
في 1 تموز/يوليو 2018، أصدر الرئيس كارلوس ألفارادو اعتذارًا علنيًا لأفراد مجتمع المثليين عن الاضطهاد والتمييز اللذين واجهوهما في الماضي من دولة كوستاريكا. صرح الرئيس أن الدولة "قامت في الماضي" بترويج وتنفيذ عمليات الاضطهاد والمداهمات والاعتقالات التعسفية والضرب" ضد مجتمع المثليين. وتحدث أيضًا عن مظاهرات ستونوول، التي أدت إلى حركة حقوق المثليين الحديثة، وأن كوستاريكا قد شرعت المثلية الجنسية بعد ذلك بعامين، في عام 1971، ولكن التمييز والعنف استمر في العقود التالية.

## الاعتراف القانوني بالعلاقات المثلية

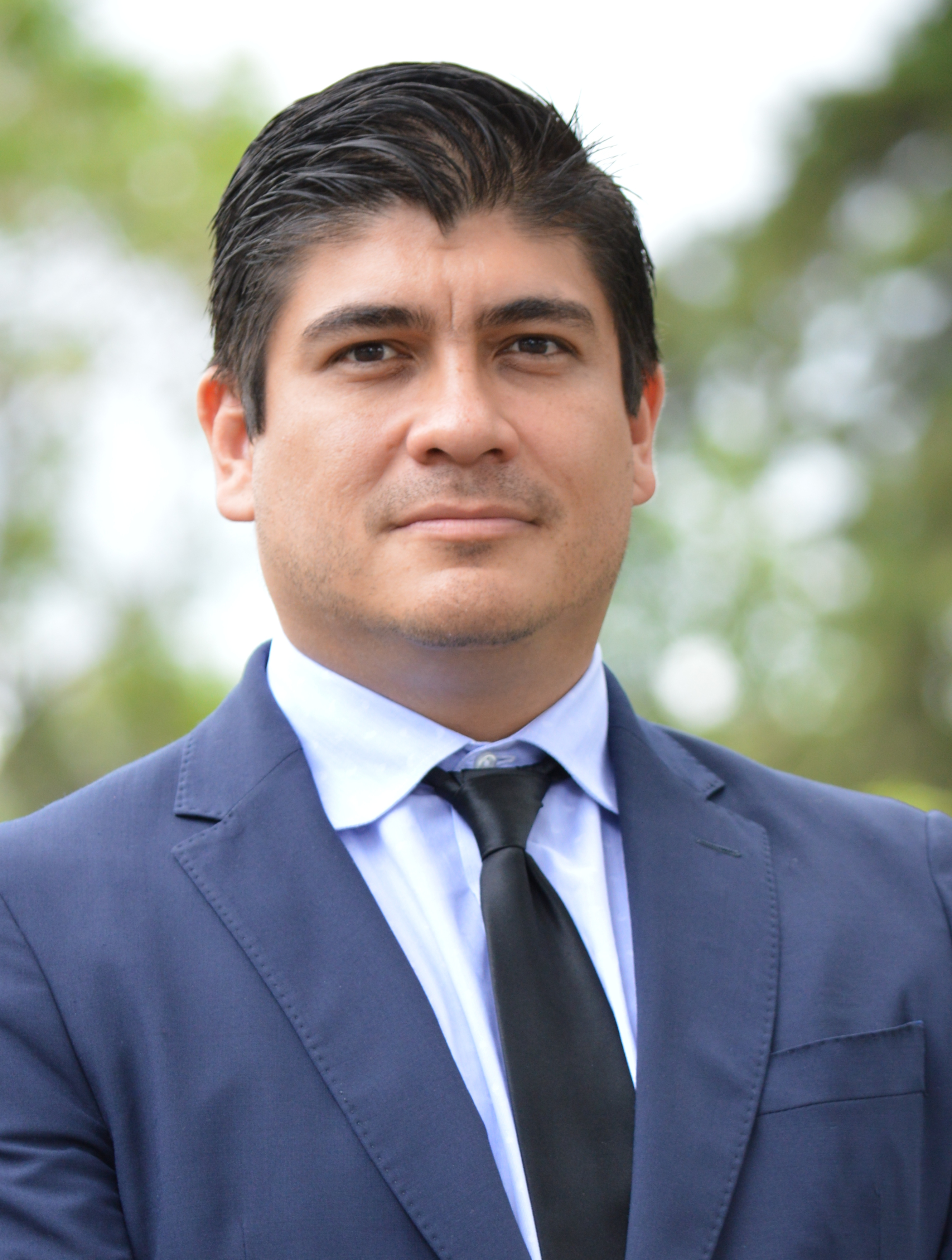
فاز كارلوس ألفارادو بالرئاسة في أبريل 2018، وأصبح أول رئيس كوستاريكي يدعم زواج المثليين. عبر عن دعمه الشهير لحكم محكمة الدول الأمريكية لحقوق الإنسان الصادر في يناير 2018.

حاليا، لا تعترف كوستاريكا بزواج المثليين أو الاتحادات المدنية. في عام 2013، تم إقرار التشريعات الوطنية، والتي توفر شكلاً محدودًا من مزايا الشراكة المنزلية للشركاء المغايرين والشركاء المثليين.
في عام 2006، رفضت المحكمة العليا الادعاء بأن الدستور يفرض على الحكومة الاعتراف بزواج المثليين. وكان محامي حقوق الإنسان، ياشين كاستريلو فرنانديز، قد أقام دعوى بحجة أن بعض الأحكام الدستورية المتعلقة بالمساواة في الحقوق والقانون الدولي تتطلب تقنين زواج المثليين، لكن وافق اثنان فقط من القضاة. كتبت الأغلبية أنه في الوقت الذي تمت فيه الموافقة على الدستور، كان «الزواج» يُفهم على أنه اتحاد بين رجل وامرأة. ينص قرار المحكمة على أن الحكومة الوطنية كانت لها سلطة سن الاتحادات المدنية.
في عام 2008، أقنعت جمعية حقوق المثليين، «حركة التنوع»، بعض المشرعين بتقديم مشروع قانون للاتحادات المدنية. أعرب كل من النواب آنا هيلينا شاكون إيشفيريا (عن حزب الوحدة الاجتماعية المسيحية حينها، وحاليًا عن حزب العمل للمواطنين) وخوسيه ميرينو (الجبهة العريضة) عن تأييدهما لمشروع القانون المقترح الذي ينص على أن «المثليين والمثليات ليسوا أقل من الكوستاريكيين من البقية. نحن لا نتحدث عن الزواج أو التبني، ولكن عن الحقوق المدنية الأساسية».
في يوليو 2010، أمرت المحكمة الدستورية محكمة الانتخابات العليا بالتوقف عن محاولة إعداد استفتاء من شأنه أن يسمح لمواطني كوستاريكا بتحديد مستقبل الاتحادات المدنية للشركاء المثليين في كوستاريكا. كان من المفترض إجراء الاستفتاء في 5 كانون الأول/ديسمبر 2010. وقد قدم المحامي كويرس سالازار الاستئناف محتجا أن مقترح الاستفتاء ينتهك حقوق الأفراد وحرياتهم. وقد تم تنظيم التماس الاستفتاء من قبل «مراقبو العائلة» (بالإسبانية: Observatorio de la Familia)‏، وهي مجموعة دينية محافظة، تسعى إلى وقف التشريعات التي تشجع على الاتحادات المدنية للشركاء المثليين.
في 1 يوليو 2013، أصدرت الجمعية التشريعية تشريعا يمنح فوائد الشراكات المنزلية «دون تمييز يتعارض مع كرامة الإنسان». أشار المشرعون التقدميون خلال النقاش إلى أن التغييرات ستفتح الاتحادات المدنية أمام الشركاء المثليين. دعا المشرعون المحافظون على الفور الرئيس لورا تشينتشيلا إلى الاعتراض على التشريع، بزعم أنهم صوتوا خطأً على مشروع القانون. رفضت تشينتشيلا معارضة تمرير مشروع القانون ووقعته ليصبح قانونًا بعد أيام. دخل القانون حيز التنفيذ في 8 يوليو 2013. في 10 يوليو 2013، طلب ستة من الأزواج المثليين من المحاكم بدء عملية الاعتراف بعلاقاتهم من خلال الاتحادات المدنية. وبعد يوم، قبلت محكمة الأسرة واحدة من الالتماسات.
في منتصف مارس 2015، قُدم اقتراحان حكوميان بشأن الاتحادات المدنية إلى الجمعية التشريعية.
في 19 مارس 2015، تم تقديم مشروع قانون لتشريع زواج المثليين إلى الجمعية التشريعية من قبل النائب ليخيا إيلينا فالاس رودريغيز من الجبهة العريضة.

### حكم محكمة الدول الأمريكية لحقوق الإنسان
في 9 يناير 2018، حكمت محكمة الدول الأمريكية لحقوق الإنسان بأن على الدول الموقعة على الاتفاقية الأمريكية لحقوق الإنسان السماح للأزواج المثليين بالزواج. أحكام محكمة الدول الأمريكية لحقوق الإنسان ملزمة بالكامل في كوستاريكا، ولها الأسبقية على القوانين المحلية.
أعلنت الحكومة الكوستاريكية بسرعة أنها ستلتزم بالحكم، وتشرع زواج المثليين. ومع ذلك، رفض المجلس الأعلى لكتاب العدل إصدار تراخيص زواج للأزواج المثليين حتى يتم إلغاء الحظر صراحة من قبل المحكمة العليا أو إلغاؤه من قبل الجمعية التشريعية. على الرغم من ذلك، تزوج أحد الأزواج المثليين بنجاح قبل كاتب عدل في فبراير 2018 وينتظران حاليًا التسجيل الرسمي في السجل المدني. يواجه كاتب العدل المعني تحقيقًا، لكنه يرفض أي مخالفات، موضحًا أنه يحترم القانون الدولي واتخذ موقفا ضد التمييز عندما زوج الزوجين.
أقيمت الدعاوى القضائية التي تسعى إلى تشريع زواج المثليين أمام المحكمة العليا. في أغسطس 2018، قضت المحكمة العليا في كوستاريكا برفع حظر زواج المثليين، مما أعطى المشرعين في البلاد 18 شهرًا لتشريع زواج المثليين. في 14 نوفمبر، أصدرت المحكمة الحكم الكتابي الكامل، الذي نشر في الجريدة القضائية في 26 نوفمبر 2018.

## التبني وتنظيم الأسرة
قدم ماريو نونيز، عضو حزب الحركة التحررية، مشروع قانون في الجمعية التشريعية في عام 2007 لحظر الأشخاص من مجتمع المثليين والشركاء المثليين من تبني الأطفال أو حضانتهم، رغم أنه لم يناقش على الإطلاق. حاليًا، بموجب القانون الكوستاريكي، يمكن للأفراد المثليين والمثليات تبني الأطفال قانونًا، لكن لايمكن ذلك للأزواج والشركاء.

## الحماية من التمييز
لا يحظر الدستور صراحة التمييز على أساس التوجه الجنسي أو الهوية الجندرية.
بموجب المادة 48 من القانون العام لكوستاريكا لعام 1998 بشأن فيروس نقص المناعة البشرية/الإيدز (بالإنجليزية: Ley núm. 7771 general sobre el VIH-SIDA)‏، يعد «الخيار الجنسي» أحد الفئات التي يُحظر فيها التمييز عمومًا في مجالات مثل العمل. تنص المادة:
| معاملة المثليين في كوستاريكا | "من ينفذ على الإطلاق أو يرتب أو يمارس تدابير تمييزية بسبب العرق أو الجنسية أو الجنس أو العمر أو الخيار السياسي أو الديني أو الجنسي أو المركز الاجتماعي أو الوضع الاقتصادي أو الحالة الزوجية أو أي معاناة من الصحة أو المرض، يعاقب عليه بعقوبة قدرها 20 إلى ستين يوما. سوف يكون القاضي قادرًا على فرض عقوبة الإلغاء التي تتوافق مع خمسة عشر إلى ستين يومًا، بالإضافة إلى ذلك. | معاملة المثليين في كوستاريكا |

## الهوية الجندرية والتعبير عنها
قبل عام 2018، لم يكن تغيير الجنس المحدد عند الولادة مسموحًا به. تتضمن المادة 51 من القانون الأساسي للمحكمة الانتخابية العليا والسجل المدني (بالإسبانية: Ley Orgánica del Tribunal Supremo de Elecciones y del Registro Civil)‏ الجنس باعتباره أحد متطلبات تسجيل المواليد. تنص المادة 2 من اللائحة التنفيذية بشأن صور وثائق الهوية (بالإسبانية: Reglamento de Fotografías para la Cédula de Identidad)‏ على ما يلي: «لكل شخص الحق في احترام صورته وهويته الجندرية في لحظة التقاط الصورة المرفقة ببطاقة الهوية».
منذ عام 2013، أصبح الأشخاص المتحولين جنسياً قادرين على تغيير اسمهم القانوني في الوثائق بحيث يطابق هويتهم الجنسية. لا تعتبر جراحة إعادة تحديد الجنس شرطا ولكنها تتطلب أمرا قضائيا.
في عام 2016، تم تقديم مشروع قانون يسمح للأشخاص المتحولين جنسياً بتغيير أسمائهم ونوع جنسهم دون الحاجة إلى الجراحة أو الحصول على إذن قضائي إلى الجمعية التشريعية. في يونيو 2017، قدم مشروع القانون إلى لجنة حقوق الإنسان. بالإضافة إلى ذلك، أعلنت المحكمة الانتخابية العليا تأييدها لمشروع القانون.
في 14 أيار/مايو 2018، وافقت المحكمة الانتخابية العليا على قرار يسمح للأشخاص بتغيير اسمهم وفقًا لهويتهم الجندرية على بطاقات الهوية الرسمية. جاء القرار استجابةً لحكم محكمة الدول الأمريكية لحقوق الإنسان في يناير 2018، والذي ينص على وجوب أن توفر جميع الدول الأعضاء، بما في ذلك كوستاريكا، حقوقًا كاملة ومتساوية للأزواج المثليين والمواطنين الذين يرون أن هويتهم الجندرهم تختلف عن تلك المحددة عند ولادتهم. أعلنت المحكمة أنه يمكن تحقيق العملية من خلال إجراء بسيط ومجاني. بالإضافة إلى ذلك، ذكرت المحكمة الانتخابية العليا أنه من أجل تجنب آثار وصمة العار، لن يظهر جنس الشخص المسجل عند الولادة في وثائق الهوية.
في 28 يونيو 2018، أصدر الرئيس كارلوس ألفارادو مرسومًا تنفيذيًا يطالب جميع مؤسسات الدولة بتعديل الوثائق والسجلات الداخلية للأشخاص المتحولين جنسياً الذين يرغبون في تغيير اسمهم أو صورتهم أو جنسهم. ينطبق المرسوم على جوازات السفر، ورخص القيادة، ووثائق الهوية، وتصاريح العمل، وإثبات هوية الجامعة، وما إلى ذلك. أعلن المسؤولون في كوستاريكا أن هذا يتوافق مع قرار محكمة الدول الأمريكية لحقوق الإنسان الصادر في يناير 2018. في ديسمبر 2018، وقع الرئيس الفارادو أمرًا تنفيذيًا آخر يمدد هذا الحق إلى المهاجرين.
بالإضافة إلى ذلك، يتم تمويل العلاج بالهرمونات البديلة من قبل النظام الصحي الحكومي.

## التبرع بالدم
في أغسطس 2007، تم رفع الحظر المفروض على الرجال المثليين ومزدوجي التوجه الجنسي الذين يتبرعون بالدم. قاد الناشط ألبرتو كابيزاس حملة رفع الحظر.

## ظروف الحياة

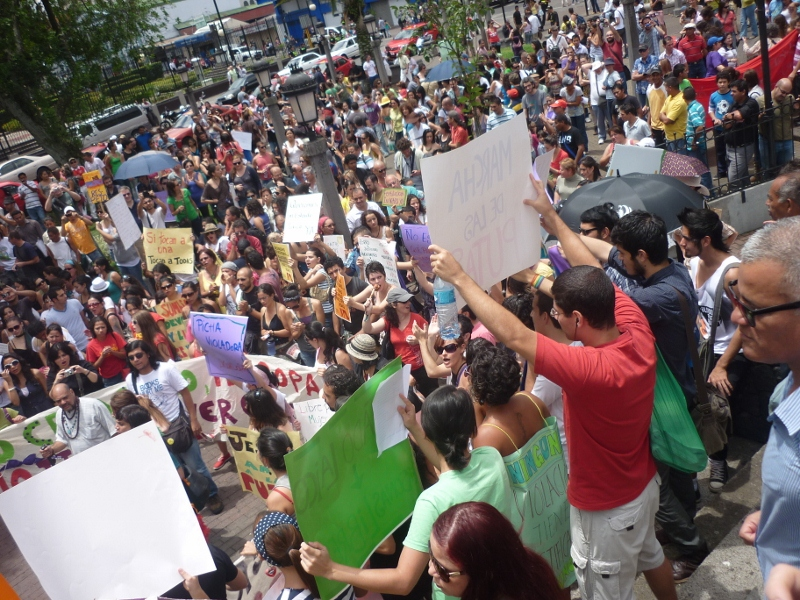
"مسيرة العاهرات" في عام 2011 في سان خوسيه، لتعزيز حقوق المرأة وحقوق المثليين.

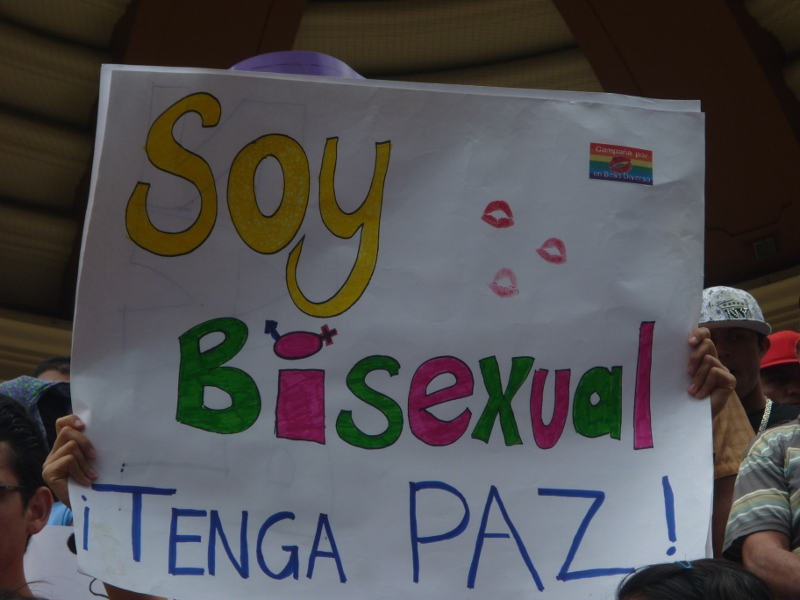
لافتة في مسيرة العاهرات" في عام 2011، تقوب "أنا مزدوج التوجه الجنسي، أهدأ!".

حققت حقوق المثليين في كوستاريكا تقدماً ثقافياً واجتماعياً وقانونياً كبيراً منذ سبعينيات القرن الماضي. بينما أعرب بعض السياسيين، مثل الرئيس أوسكار آرياس سانشيز، عن بعض الدعم لحقوق المثليين، تميل كوستاريكا إلى أن تكون محافظة اجتماعيا عندما يتعلق الأمر بقضايا التوجه الجنسي والهوية الجنسية، في جزء كبير منه بسبب التأثيرات القوية الكنيسة الكاثوليكية الرومانية والتقاليد الثقافية حول الرجولة (بالإسبانية: machismo)‏.
في حين أن المثلية الجنسية قانونية، إلا أن مضايقات الشرطة ومداهماتها على المثليين ومؤسسات القطاع الخاص كانت شائعة في السابق. في عام 1990، على سبيل المثال، أعلن وزير الحكومة أنطونيو ألفاريز ديسانتي أنه لن يسمح للنساء الأجنبيات بدخول كوستاريكا للمشاركة في اجتماع «أونسوينتو» (بالإسبانية: "Encuentro")‏، وهو اجتماع دولي للمثليات. وأصدر تعليماته إلى قنصليات كوستاريكا بعدم منح تأشيرات للمسافرات غير المصحوبات من رجال، محذرا من أنه سيتم إيقاف جميع هؤلاء النساء في المطار. وأبلغ شركات الطيران أيضًا أنه في حالة بيع التذاكر للنساء اللواتي يسافرن بمفردهن، أو إذا كان من المحتمل أن يحضرن الاجتماع، فسيتعين عليهن توفير الإرجاع الفوري للمثليات. عند الضغط عليه لشرح كيف يمكن التعرف على المثليات في المطار، ذكر أن النساء اللواتي كن بشعر قصير أو كن يرتدين السراويل أو سافرن بمفردهن يمكن التعرف عليهن كمثليات. غيّر المنظمون مواعيد الاجتماع وموقعه، وجرى الاجتماع.
علاوة على ذلك، لم ترغب حكومة كوستاريكا في منح اعتراف قانوني للمنظمات السياسية التي تسعى إلى تعزيز حقوق المثليين. بدأت هذه السياسات تتغير في التسعينيات، عندما قضت محكمة العدل العليا في كوستاريكا بأن الدستور يمنح المثليين الحق في التجمع السلمي، والجمعيات، وإنشاء مؤسساتهم الخاصة، فضلاً عن جمعيات حقوق المثليين.
في عام 1993، تبين أن الجامعة الدولية للأمريكتين (بالإسبانية: Universidad Internacional de las Americas)‏ كانت لديها سياسة لطرد الطلاب من مجتمع المثليين وفصل أعضاء هيئة التدريس والموظفين من مجتمع المثليين. عندما قدمت جمعية تثقيفية حول فيروس نقص المناعة البشرية/الإيدز، وهي معهد أمريكا اللاتينية للتعليم والوقاية في الصحة (بالإسبانية: Instituto Latinoamericano de Educacion y Prevencion en Salud)‏ شكوى إلى وزارة التعليم، لم يتمكنوا من تقديم مثال محدد لسياسة الجامعة التي يجري تنفيذها، لكن الوزارة ذكرت أنه إذا كان يتم فرض السياسة فإن من شأن ذلك أن ينتهك المواد 20 و 33 و 70 من الدستور.
في أواخر التسعينيات، نظمت الكنيسة الكاثوليكية في كوستاريكا احتجاجًا على سياحة المثليين، والتي غالبًا ما كانت تقول إنها غطاء للسياحة الجنسية. ومع ذلك، لا يزال هناك العديد من المجموعات السياحية التي تلبي احتياجات مجتمع المثليين.
في عام 1998، تم إلغاء مهرجان فخر المثليين المثليين بسبب القلق من احتمال وقوع أعمال عنف. أثناء التخطيط الأولي للحدث، عارض رئيس كوستاريكا آنذاك ميغيل أنخيل رودريغز إيشيفيريا علنًا منح تصاريح للحدث.
في عام 1999، حاولت سان خوسيه، عاصمة كوستاريكا، إغلاق ساونا المثليين، لكن المحكمة العليا في عام 2000 أمرت المدينة بالسماح للساونا بالبقاء مفتوحة، مشيرة إلى أن «المعايير الأخلاقية والسلوكية الصحيحة ليس لها أي أساس قانوني ... ويمثل انتهاكًا للحقوق الأساسية التي يمنحها دستورنا».
في 27 مارس 2008، وقع رئيس كوستاريكا آنذاك، أوسكار آرياس سانشيز، أمرًا تنفيذيًا حدد يوم 17 مايو يومًا وطنيًا لمناهضة رهاب المثلية، يلزم كوستاريكا بالانضمام إلى الآخرين حول العالم في العمل على القضاء على التحيز والتمييز ضد المثليين والمثليات.
في عام 2008، قضت المحكمة العليا في كوستاريكا ضد سجين مثلي الجنس الذي تلقى زيارات زوجية. في أكتوبر 2011، نقضت المحكمة العليا في كوستاريكا حكمها لعام 2008، وهي الآن تسمح بالمساواة للشركاء المثليين في تلقي زيارات زوجية فقط للشركاء خارج السجن.
في عام 2012، قدم حزب عمل المواطنين مشروع قانون لإعلان أن المجلس التشريعي «مساحة خالية من رهاب المثلية» والتي أقرت في وقت لاحق بأغلبية الأصوات، ولم تعارضها سوى الأحزاب المسيحية.
في 21 أبريل 2013، أصبحت كارمن مونيوز (عن حزب العمل للمواطنين) أول عضو مثلية الجنس علنا في الجمعية التشريعية في كوستاريكا، بعد أن أجرت مقابلة مع صحيفة «لا ناسيون».
يوم 15 مايو عام 2014، في اليوم العالمي لمناهضة رهاب المثلية ورهاب التحول الجنسي ورهاب ازدواجية التوجه الجنسي، وضع رئيس كوستاريكا لويس غييرمو سوليس علم قوس قزح في قصر الرئاسة. وفقًا لما قاله لويس غييرمو سوليس، كان هذا عملاً رمزيًا يدعم جميع أنواع التنوع، لا سيما بالنسبة لمجموعة تعرضت للتمييز الشديد. أثار الفعل ردود فعل متباينة وانتقد ذلك قبل الجماعات الدينية في البلاد.
في 1 أيار (مايو) 2018، أصبح إنريكي سانشيز أول عضو مثلي الجنس علنا في الجمعية التشريعية علنًا في كوستاريكا.
في ديسمبر 2018، وقع الرئيس كارلوس ألفارادو على عدد من المراسيم التنفيذية المتعلقة بحقوق السكن للأفراد من مجتمع المثليين، وحقوق الهجرة للأزواج والشركاء المثليين، وتمويل العلاج بالهرمونات البديلة من خلال النظام الصحي الحكومي، من بين أمور أخرى.

### مواقف الأحزاب السياسية
يدعم بعض الأحزاب الرئيسية بما في ذلك "حزب التحرير الوطني"، و"حزب الوحدة الاجتماعية المسيحية" و"الحركة التحررية"، الاعتراف بالاتحادات المثلية تحت اسم مختلف عن الزواج. كان الحزب اليساري "الجبهة العريضة" أول حزب رئيسي يدعم زواج المثليين. في ديسمبر 2016، أعلن حزب العمل للمواطنين رسميًا دعمه لزواج المثليين وتبني المثليين للأطفال. تدعم بعض شخصيات حزب التحرير الوطني أيضًا زواج المثليين، بما في ذلك بعض المشرعين. يعارض حزب الوحدة الاجتماعية المسيحية" زواج المثليين ككل، بينما قال أوتو جيفارا، مرشح وعضو البرلمان عن حزب العمل للمواطنين، خلال الحملة الرئاسية 2014، أنه على الرغم من أنه يدعم الاعتراف القانوني بالعلاقات المثلية إلا أنها ليست أولوية بالنسبة له.
تأتي المعارضة من مجموعة من الأحزاب المسيحية. «حزب الاستعادة الوطنية» والمنشق عنها «حزب الجمهورية الجديدة»، جميعهم لديهم ما مجموعه أربعة عشر نواب في الجمعية الوطنية، واستخداموا التعطيل لتأجيل مناقشة حقوق المثليين.
في عام 2012، اندلع الجدل عندما كان خوستو أوروزكو، رئيس حزب تجديد كوستاريكا، رئيسًا للجنة حقوق الإنسان. انزعج المتظاهرون من أن أوروزكو عبر عن دعمه للاعتقاد بأن النثلية الجنسية خطيئة ومرض قابل للعلاج. ونتيجة للاحتجاجات، أدارت نائب رئيس المستقبل آنا هيلينا شاكون، التي كانت آنذاك عضوة في حزب الوحدة الاجتماعية المسيحية، اجتماعًا حكوميًا رسميًا مع المحتجين الساعين إلى توسيع المساواة القانونية للأزواج والشركاء المثليين.
أثار تأثير قرار محكمة البلدان الأمريكية لحقوق الإنسان على زواج المثليين ضجة في البلاد وغالبًا ما يُشار إليه وأحد الأسباب وراء الانتخابات العامة في كوستاريكا لعام 2018 المثيرة للانقسام، والتي كان المرشحان الرئيسيان فيها هما فابريسيو ألفارادو مونيوز عن حزب الاستعادة الوطنية أحد المحافظين والإنجيليين المحافظين المعارضين لزواج المثليين وكارلوس ألفارادو (عن حزب حزب العمل للمواطنين)، وهو مؤيد ليبرالي قوي.

### وجهات النظر المجتمعية
وأظهر استطلاع اجري في 2013-2014 باستخدام عينات من مختلف الخلفيات الدينية أن دعم حقوق المثليين كان أقوى بين غير المتدينين كوستاريكا، الكاثوليك غير الممارسين والأقليات غير المسيحية، في حين معظم الممارسين الكاثوليك، والبروتستانت والخمسينية الجديدة تعتبر المثلية غير صحيحة أخلاقيا و «قابلة للعلاج».

## فيروس نقص المناعة البشرية/الإيدز
على الرغم من أن فيروس نقص المناعة البشرية/الإيدز لا يمثل مشكلة على وجه الحصر للمثليين والمثليات ومزدوجي التوجه الجنسي والمتحولين جنسيا، إلا أن جهود الصحة العامة لمكافحة انتشار المرض قد رفعت الوعي العام بقضايا التوجهات الجنسية والهوية الجندرية.
منذ أواخر التسعينيات، تحمي قوانين تكافؤ الفرص بشكل عام الأشخاص المصابين بفيروس نقص المناعة البشرية/الإيدز. ينص القانون أيضا على أن جميع الأشخاص المصابين بفيروس نقص المناعة البشرية/الإيدز لديهم الحق في الرعاية الطبية، بغض النظر عن توجههم الجنسي.
يتم التعامل مع برامج الوقاية من فيروس نقص المناعة البشرية/الإيدز للأشخاص من مجتمع المثليين بشكل أساسي من قبل المنظمات غير الحكومية. لا توجد حملات تثقيفية شاملة حول الجنس تقريبًا في المدارس الثانوية العامة بسبب معارضة الكنيسة الكاثوليكية وغيرها من الجماعات الدينية.

## ملخص
| قانونية النشاط الجنسي المثلي                                                                  | (منذ عام 1971)                                                                         |
| المساواة في السن القانوني للنشاط الجنسي                                                       | (منذ عام 2002)                                                                         |
| قوانين مكافحة التمييز في التوظيف                                                              | (منذ عام 1998)                                                                         |
| قوانين مكافحة التمييز في توفير السلع والخدمات                                                 | (منذ عام 1998)                                                                         |
| قوانين مكافحة التمييز في جميع المجالات الأخرى (تتضمن التمييز غير المباشر، خطاب الكراهية)      | (منذ عام 1998)                                                                         |
| قوانين مكافحة أشكال التمييز المعنية بالهوية الجندرية                                          | No                                                                                     |
| زواج المثليين                                                                                 | / (سيصبح قانونيا بحلول مايو 2020)                                                      |
| الاعتراف القانوني بالعلاقات المثلية                                                           | (الاعتراف بالشراكات المنزلية لأغراض محددة منذ عام 2013، الاتحادات المدنية في الانتظار) |
| السماح بالتبني للشخص العازب بغض النظر عن التوجه الجنسي                                        | Yes                                                                                    |
| تبني أحد الشريكين للطفل البيولوجي للشريك الآخر                                                | / (سيصبح قانونيا بحلول مايو 2020)                                                      |
| التبني المشترك للأزواج المثليين                                                               | / (سيصبح قانونيا بحلول مايو 2020)                                                      |
| يسمح للمثليين والمثليات ومزدوجي التوجه الجنسي والمتحولين جنسيا بالخدمة علناً في القوات المسلحة | ليس لديها جيش (يسمح لهم بالخدمة علنا في القوة العامة)                                  |
| الحق بتغيير الجنس القانوني                                                                    | (منذ عام 2018)                                                                         |
| علاج التحويل محظور على القاصرين                                                               | No                                                                                     |
| الحصول على أطفال أنابيب للمثليات                                                              | (يسمح به للأزواج المغايرات والنساء العازبات)                                           |
| الأمومة التلقائية للطفل بعد الولادة                                                           | No                                                                                     |
| تأجير الأرحام التجاري للأزواج المثليين من الذكور                                              | No                                                                                     |
| السماح للرجال الذين مارسوا الجنس الشرجي التبرع بالدم                                          | (منذ عام 2007)                                                                         |